# Justicia tigrina
Justicia tigrina là một loài thực vật có hoa trong họ Ô rô. Loài này được Heine mô tả khoa học đầu tiên.